# Jogos Pan-Americanos de 2015

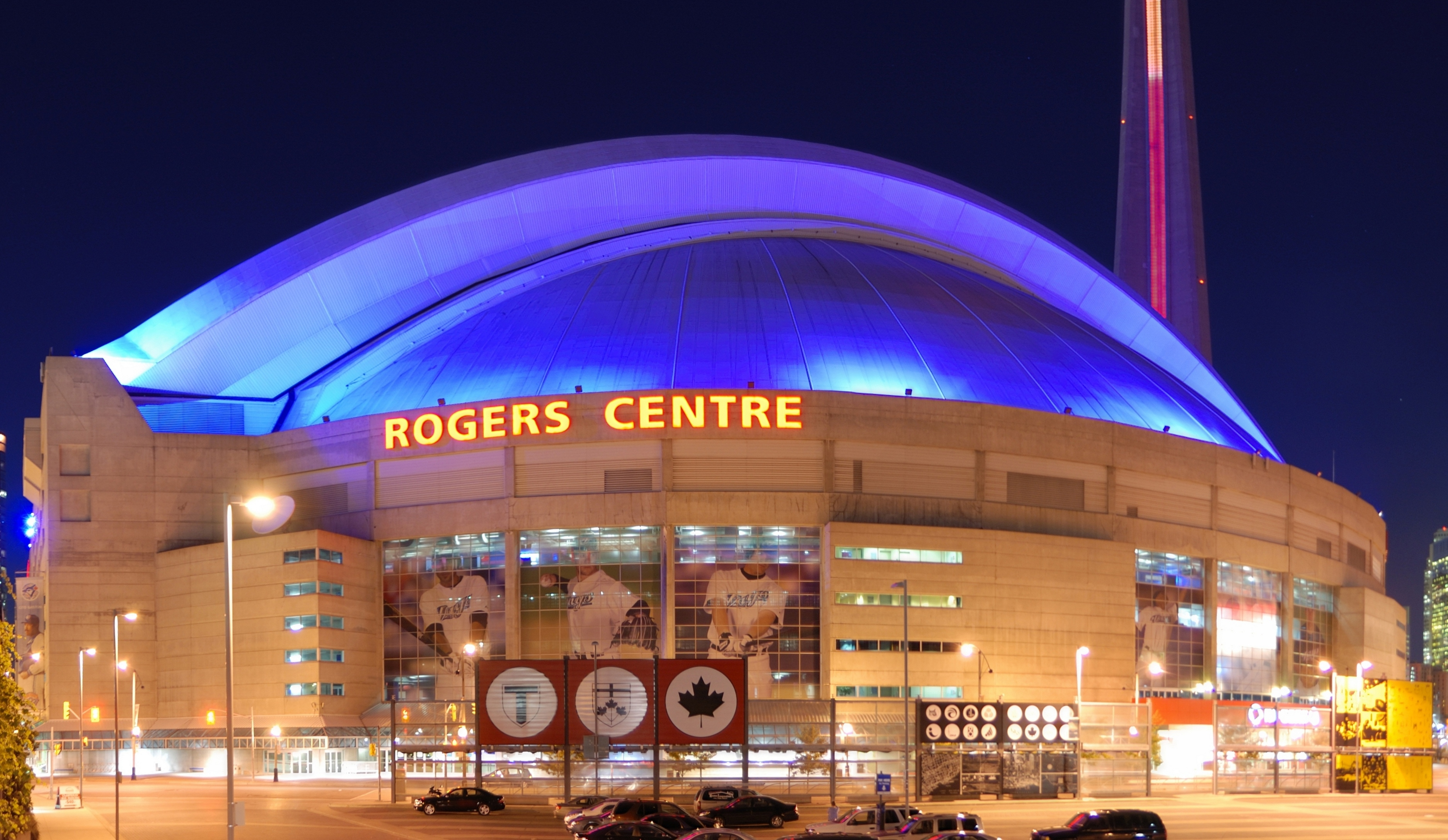
Local das cerimônias de abertura e encerramento em Toronto

Os Jogos Pan-Americanos de 2015, oficialmente denominados XVII Jogos Pan-Americanos, foi um evento multiesportivo realizados entre os dias 10 e 26 de julho e que tiveram como sede principal a cidade de Toronto, na província de Ontário, no Canadá além de outras dezessete cidades da região metropolitana do Golden Horseshoe em Ontário. Aproximadamente 6 mil atletas dos 41 Comitês Olímpicos Nacionais das Américas competiram em 36 esportes. Antes da cerimônia de abertura oficial, o primeiro evento realizado foi o polo aquático, que iniciou em 7 de julho. Esta foi a terceira vez que o Canadá sediou o evento, sendo que as duas edições anteriores foram em Winnipeg, tanto em 1967 quanto em 1999. Doze dias após o encerramento serão realizados os Jogos Parapan-Americanos de 2015, também gerido pelo Comitê Organizador de Toronto para os Jogos Pan e Parapan-Americanos de 2015 (Toronto Organizing Committee for the 2015 Pan and Parapan American Games – TO2015).
Seguindo a tradição da Organização Desportiva Pan-Americana (ODEPA), o então prefeito de Toronto Rob Ford e o ministro dos esportes canadense Bal Gosal receberam a bandeira da ODEPA durante o encerramento dos Jogos Pan-Americanos de 2011, em Guadalajara, no México.
Os Jogos de 2015 foi a primeira edição ecologicamente correta, porque foram neutras de emissão de carbono. Foram ainda o maior evento esportivo da história do Canadá com o dobro de atletas participantes dos Jogos Olímpicos de Inverno de 2010, em Vancouver.

## Organização

### Processo de candidatura

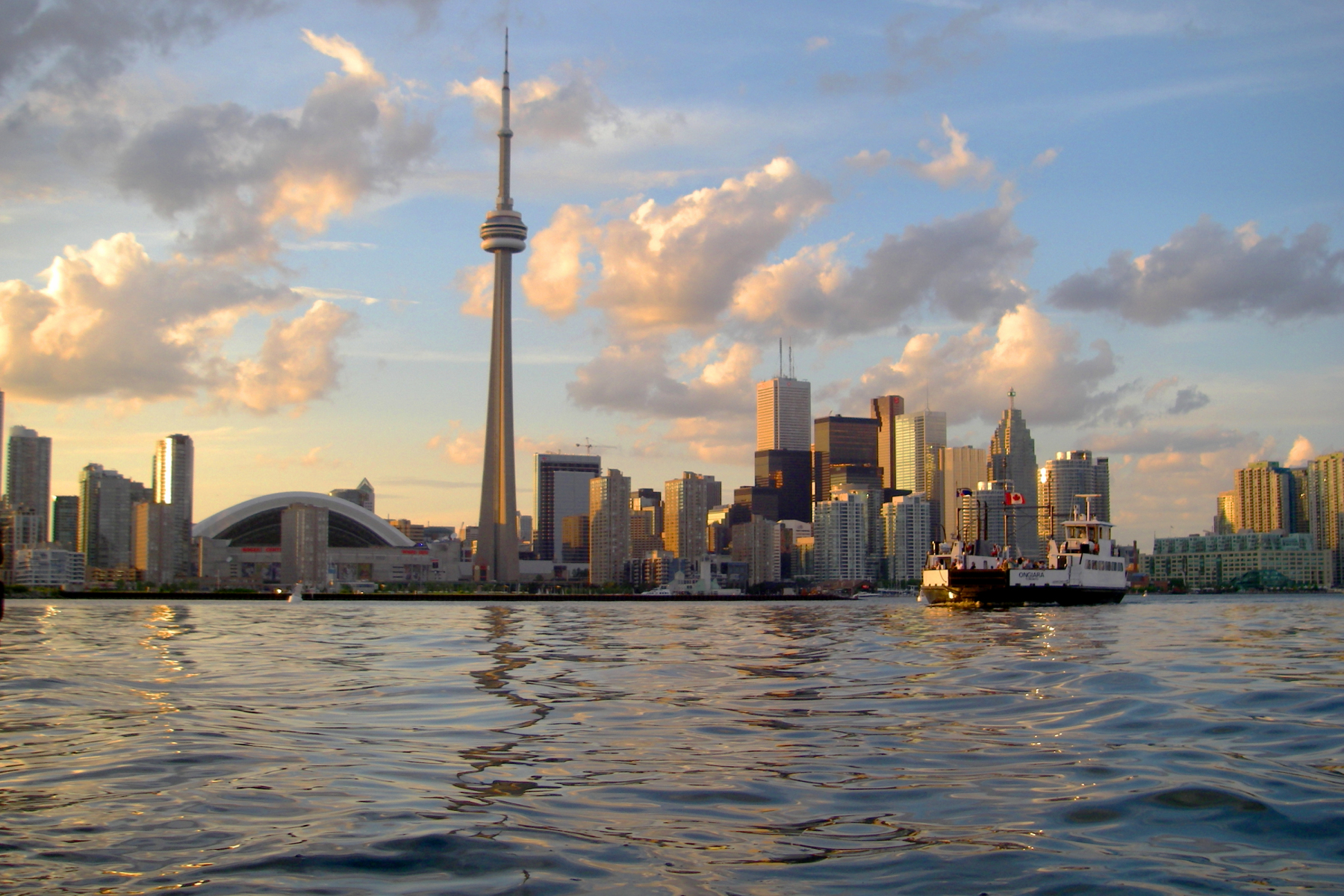
Toronto foi escolhida pelo Comitê Olímpico Canadense como candidata para os Jogos Pan-Americanos de 2015.

O Comitê Olímpico Canadense (COC) ratificou Toronto e a região do Golden Horseshoe como a canditada a receber os Jogos Pan-Americanos de 2015, já que nenhuma outra cidade canadense apresentou postulação para sediar os Jogos. A possível concorrente seria Edmonton, na província de Alberta, que estava em dúvida entre os Jogos da Commonwealth de 2018 e a Universíada de Verão de 2015 e posteriormente acabou desistindo das duas candidaturas. O interesse de Toronto veio depois da cidade ser candidata aos Jogos Olímpicos de Verão de 1996 e 2008, que foram atribuídos a Atlanta e Pequim, respectivamente.
Em 23 de fevereiro de 2009, as prefeituras de Toronto e Hamilton aprovaram a candidatura e anunciaram suporte oficial ao evento. O documento de candidatura foi enviado para a ODEPA em 27 de maio de 2009.
A ODEPA fez uma visita de avaliação entre 30 e 31 de agosto de 2009. A delegação analisou a cidade e fez o relatório para os membros votantes da organização. O chefe da delegação foi o uruguaio Julio Maglione, que além de membro do Comitê Olímpico Internacional é o presidente da Federação Internacional de Natação (FINA). Após a visita, Maglione deu o parecer de que, "Toronto tem todas as condições para sediar os Jogos Pan-Americanos".
Em 6 de novembro de 2009, Toronto ganhou o direito de sediar os Jogos durante a sessão da ODEPA em Guadalajara, no México, em anúncio do presidente Mario Vázquez Raña. Toronto ganhou 33 votos, superando as candidaturas de Lima, no Peru, que teve 11 e Bogotá, na Colômbia, com 7 votos.
| Cidade  | CON      | Rodada 1 |
| Toronto | Canadá   | 33       |
| Lima    | Peru     | 11       |
| Bogotá  | Colômbia | 7        |

### Desenvolvimento e preparação
O Comitê Organizador dos Jogos Pan e Parapan-Americanos de Toronto 2015 (TO2015), com os três níveis de governo, previa gastar por volta de US$1,4 bilhão em reforma e construção de locais de competição na região. O governo local (Ontário) e o Governo do Canadá financiaram 35% do orçamento cada um, com os demais municípios financiando 30% do custo. Além disso, CA$ 1 bilhão (US$ 860 milhões) foi gasto na construção da Vila Pan-Americana na área de West Don Lands. Com isso os gastos totalizaram cerca de US$ 2,5 bilhões, fazendo com que esta seja a edição mais cara da história dos Jogos Pan-Americanos, ultrapassando a edição de 2007, no Rio de Janeiro. Mais tarde, em 2011, as contribuições de Toronto aumentaram de US$ 49,5 milhões para US$ 96,5 milhões por várias razões: o estádio de atletismo foi movido de Hamilton para a Universidade Iorque; a correção do solo na Universidade de Toronto Scarborough, onde o centro aquático foi construído e a construção da pista de BMX, além da inflação. Aproximadamente US$602 milhões serão gastos para melhorar a infraestrutura da região, três vezes a mais do que o México gastou nos Jogos Pan-Americanos de 2011.
O ministro responsável pela preparação do Pan foi Michael Coteau, que assumiu o papel antes que antes foi de responsabilidade de Charles Sousa, Eric Hoskins e Michael Chan.

### Segurança
Em abril de 2014, a Auditoria Geral da Província de Ontário anunciou o lançamento de uma auditoria do contrato feita por uma empresa sediada nos Estados Unidos, a Contemporary Security Canada para garantir a segurança financeira dos Jogos. O contrato, no valor de C$81 milhões, foi o mais caro entre todos os oferecidos com o valor de CA$ 14 milhões, acima do segundo colocado.
Em maio de 2014, Patrick Allen, gerente de Serviços Médicos de Emergência e de saúde e segurança para os Jogos foi demitido. No mesmo mês, o governo de Ontário estimou que os custos de segurança iriam totalizar CA$239 milhões, mais do que o dobro estimado de CA$113 milhões.

### Transporte público
O Union Pearson Express, um novo expresso que leva do Aeroporto Internacional Pearson para a Estação Union, iniciou sua construção em 2011 e está planejada para ser inaugurada antes dos Jogos. Em adição, uma nova estação do sistema de trânsito unificado GO Transit em Hamilton foi construída. Mesmo assim, uma linha de metrô que estava planejada para os Jogos não irá ficar pronta a tempo.
Em outubro de 2013, uma expansão foi anunciada para ajudar a completar 250 km de fendas ferroviárias em Ontário e conectar algumas comunidades aos trilhos da Trans Canada Trail e se conectar comunidades de Ottawa a Windsor e Fort Erie para Huntsville a tempo para os Jogos. As ligações para o Waterfront Trail eram esperadas para ser expandidas e completar as falhas.

### Voluntários
O Comitê Organizador espera recrutar por volta de 20 mil voluntários para os Jogos Pan-Americanos.

### Ingressos
As vendas de ingressos começaram em setembro de 2014. O total esperado de venda de ingressos é de 1,4 milhão, com mais de 75% deles com valores abaixo de US$ 45. O primeiro lote foi distribuído por sistema de loteria.

### Medalhas
Em outubro de 2013, foi anunciado que as medalhas para os Jogos seriam produzidas e projetadas pela Royal Canadian Mint. Todos os materiais utilizados nas medalhas virão de empresas que operam em todo o continente americano. O bronze foi extraído através das minas de Zaldivar, no Chile, a prata da mina de Pueblo Viejo, na República Dominicana e o ouro extraído da mina Hemlo em Ontário.
Os desenhos das medalhas foram revelados em 3 de março de 2015, em uma cerimônia no Museu Real de Ontário. As medalhas foram desenhadas por Christi Belcourt, tem cerca de 86,7 milímetros de diâmetro e pesam cerca de 350 gramas. Existem três formas na frente da medalha representando as três regiões das Américas, cada uma com design particular e inscrições em braile. A parte de trás da medalha representa o logotipo e o lema dos jogos.

### Instalações

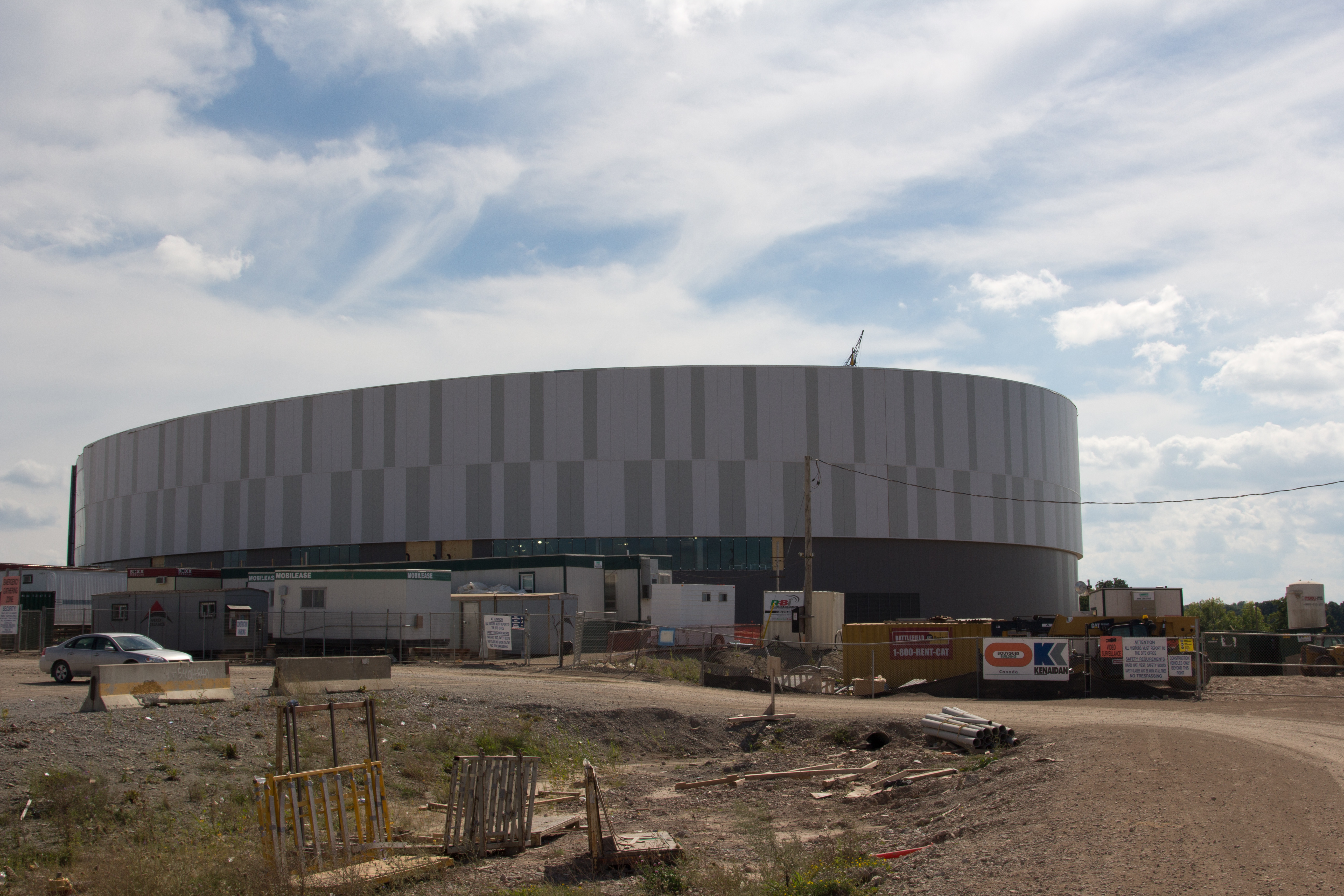
O velódromo pan-americano está localizado em Milton.

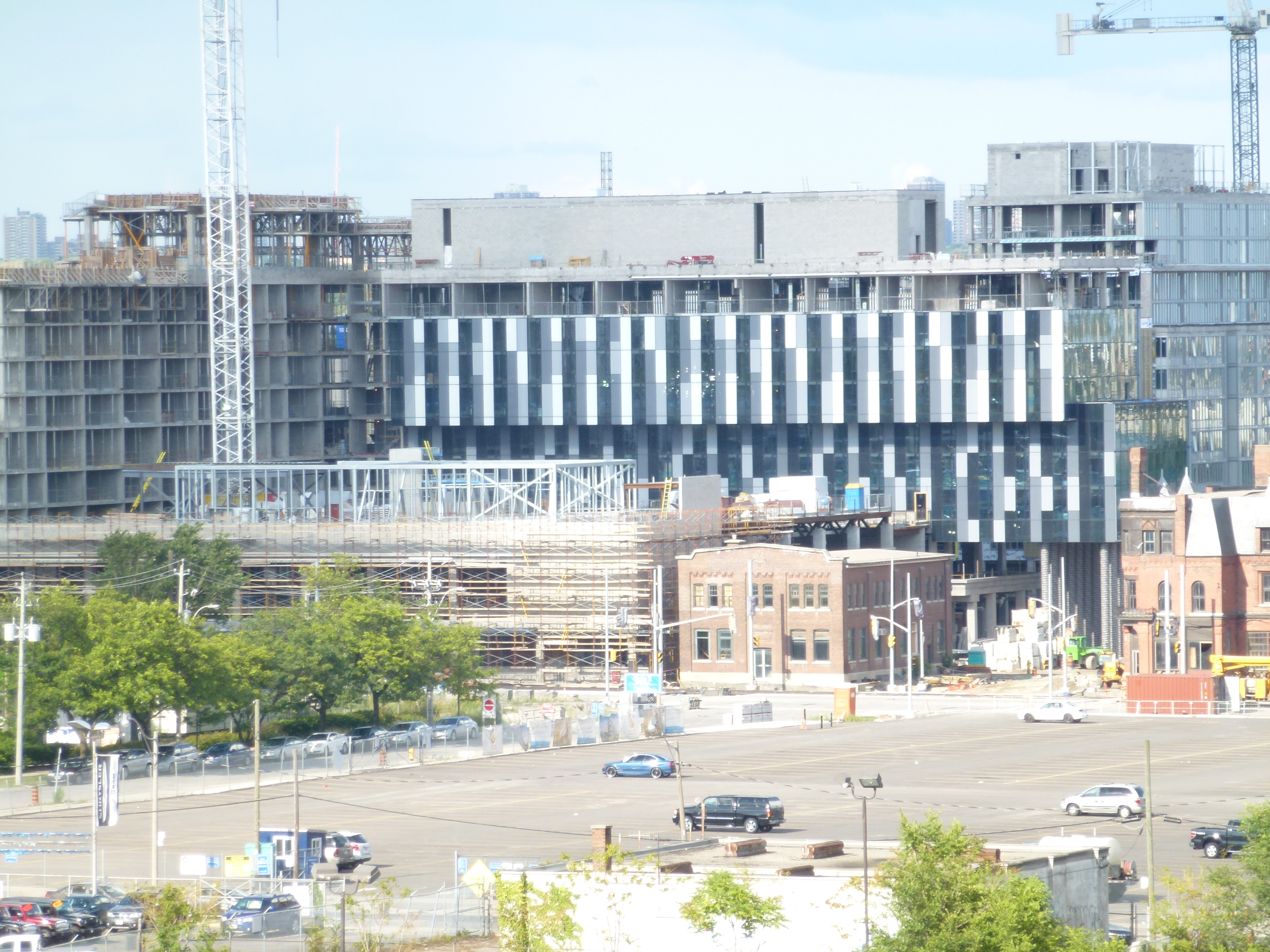
A vila em construção em agosto de 2013.

Toronto é uma das cidades mais populosas a sediar uma edição de Jogos Pan-Americanos. Em julho, as temperaturas médias da cidade são de 30 °C. A umidade média é de 74% e a precipitação é de 65 mm, com períodos de garoa e ocasionalmente tempestades. A elevação é de 112 m acima do nível do mar.
Em janeiro de 2012, o Comitê Organizador anunciou o cancelamento de 60% dos locais de competição originalmente propostos em favor do sistema de clusters, já usado nos Jogos Olímpicos.
As cerimônias de abertura e encerramento foram realizadas no Rogers Centre, que por razões de patrocínio será chamado de "Pan American Ceremonies Venue" (Pan Am Dome) durante os Jogos. Dentre algumas instalações na cidade de Toronto estão o Estádio de Exposições, os Campos Pan e Parapan-Americanos, o Centro de Exposições e o Centro Aquático Pan e Parapan-Americano. Além de Toronto, outras quatorze cidades espalhadas por Ontário irão sediar os Jogos: Ajax, Hamilton, Innisfil, Markham, Milton, Minden Hills, Mississauga, Mono, Oro-Medonte, Oshawa, Palgrave, St. Catharines e Welland.

### Vila Pan-Americana
A Vila Pan-Americana está localizada no West Don Lands ao longo da Front Street, entre a Bayview Avenue e a Cherry Street. Terá capacidade para até 10 mil atletas durante os Jogos Pan-Americanos e Parapan-Americanos. O projeto está certificado com LEED Gold.

## Jogos

### Cerimônia de abertura
A cerimônia de abertura dos Jogos Pan-Americanos de 2015 ocorreu no dia 10 de julho, com início às 18:45 EDT (22:45 UTC) no Rogers Centre (Pan Am Dome). A cerimônia de abertura foi produzida e dirigida pelo Cirque du Soleil. A produção se tornou o maior evento da história do circo e também será a primeira vez em que todo o seu elenco estará reunido.

### Cerimônia de encerramento
A cerimônia de encerramento dos Jogos Pan-Americanos de 2015 ocorreu no dia 26 de julho, com início às 18:45 EDT (22:45 UTC) também no Pan Am Dome. A cerimônia está sendo coproduzida por três companhias: B5C Productions, BaAM Productions e a FiveCurrents.
Em 15 de julho de 2015 os organizadores confirmaram que o cantor americano Kanye West seria  o headliner da parte musical da cerimônia, juntamente com o rapper Pitbull, além da local Serena Ryder.
Como parte da tradição, a bandeira da ODEPA foi entregue ao prefeito da próxima cidade-sede: Luis Castañeda Lossio, de Lima.

### Participantes
Todos os 41 Comitês Olímpicos Nacionais membros da ODEPA devem competir em Toronto. Isso representa um CON a menos em relação aos Jogos Pan-Americanos de 2011, já que o Comitê Olímpico das Antilhas Neerlandesas foi dissolvido em 2011.
Em parênteses, o número de competidores de cada país.
| \| - ANT Antígua e Barbuda (5) - ARG Argentina (482) - ARU Aruba (18) - BAH Bahamas (18) - BAR Barbados (15) - BIZ Belize (4) - BER Bermudas (17) - BOL Bolívia (14) - BRA Brasil (590) - CAN Canadá (722) - CHI Chile (235) - COL Colômbia (272) - CRC Costa Rica (74) - CUB Cuba (311) \| - DMA Dominica (2) - ESA El Salvador (47) - ECU Equador (162) - USA Estados Unidos (623) - GRN Granada (6) - GUA Guatemala (101) - GUY Guiana (24) - HAI Haiti (9) - HON Honduras (10) - CAY Ilhas Cayman (5) - ISV Ilhas Virgens Americanas (9) - IVB Ilhas Virgens Britânicas (13) - JAM Jamaica (65) - MEX México (510) \| - NCA Nicarágua (34) - PAN Panamá (35) - PAR Paraguai (29) - PER Peru (158) - PUR Porto Rico (208) - DOM República Dominicana (205) - LCA Santa Lúcia (8) - SKN São Cristóvão e Neves (9) - VIN São Vicente e Granadinas (1) - SUR Suriname (9) - TTO Trinidad e Tobago (71) - URU Uruguai (107) - VEN Venezuela (276) \| | | |
| - ANT Antígua e Barbuda (5) - ARG Argentina (482) - ARU Aruba (18) - BAH Bahamas (18) - BAR Barbados (15) - BIZ Belize (4) - BER Bermudas (17) - BOL Bolívia (14) - BRA Brasil (590) - CAN Canadá (722) - CHI Chile (235) - COL Colômbia (272) - CRC Costa Rica (74) - CUB Cuba (311) | - DMA Dominica (2) - ESA El Salvador (47) - ECU Equador (162) - USA Estados Unidos (623) - GRN Granada (6) - GUA Guatemala (101) - GUY Guiana (24) - HAI Haiti (9) - HON Honduras (10) - CAY Ilhas Cayman (5) - ISV Ilhas Virgens Americanas (9) - IVB Ilhas Virgens Britânicas (13) - JAM Jamaica (65) - MEX México (510) | - NCA Nicarágua (34) - PAN Panamá (35) - PAR Paraguai (29) - PER Peru (158) - PUR Porto Rico (208) - DOM República Dominicana (205) - LCA Santa Lúcia (8) - SKN São Cristóvão e Neves (9) - VIN São Vicente e Granadinas (1) - SUR Suriname (9) - TTO Trinidad e Tobago (71) - URU Uruguai (107) - VEN Venezuela (276) |

### Esportes
Um total de 48 esportes, 51 disciplinas e 365 finais foram disputadas em Toronto. A pelota basca que esteve presente em Guadalajara 2011 foi o único esporte removido do programa. O golfe foi adicionado ao programa e fez sua estreia nos Jogos (após ter sido incluído no programa dos Jogos Olímpicos de Verão de 2016). A canoagem slalom, única prova olímpica que nunca tinha sido disputada nos Jogos Pan-Americanos, também fez sua estreia, marcando a primeira vez que o programa olímpico completo foi disputado em uma competição continental na história. Pela primeira na história da canoagem foram disputados eventos do C1 entre as mulheres. O rugby sevens feminino e o beisebol feminino foram disputados pela primeira vez, e o softbol masculino retornou ao programa, em que esteve presente pela última vez nos Jogos Pan-Americanos de 2003.
Era esperado a inscrição de aproximadamente 6 100 atletas na competição, sendo que destes, 2 800 seriam mulheres, totalizando mais 45% do total de atletas inscritos.